# Ortoclase
Ortoclase ou ortoclásio (KAlSi3O8) é um mineral do grupo dos tectossilicatos importante na formação de rochas ígneas.
É também conhecido como feldspato alcalino e é comum nos granitos e rochas relacionadas. Também denominado ortósio ou ainda ortoclásio. A ortoclase é idêntica à microclina em todas as suas propriedades físicas e apenas se pode distinguir daquela por meio de microscópio de luz polarizada ou por difracção de raios X.
O nome ortoclase têm origem no Grego que significa "fractura recta", uma vez que os seus dois planos de clivagem são perpendiculares. A Ortoclase cristaliza no sistema cristalino monoclínico. A sua dureza é igual a 6, com peso específico igual a 2.56-2.58, e brilho vítreo a nacarado. Em termos de cor pode ser branca, cinzenta, amarela ou vermelha; raramente verde. Por meteorização, a ortoclase converte-se em caulino.
Os cristais maclados são bastante comuns.
A Ortoclase é um constituinte comum da maior parte dos granitos e outras rochas ígneas félsicas, ocorrendo frequentemente sob a forma de macrocristais ou massas em veios pegmatíticos.
É utilizada no fabrico de porcelanas e como constituinte de pós abrasivos.
A adulária (de Adular), em outros idiomas também chamada de pedra da lua, forma-se em depósitos hidrotermais de baixa temperatura. A pertite resulta do intercrescimento de ortoclase com albita. Um tipo vítreo de ortoclase, chamado sanidina, é típica de rochas vulcânicas félsicas, ocorrendo nos traquitos de Drachenfels, Alemanha.